# Potentilla beringensis
Potentilla beringensis är en rosväxtart som beskrevs av B.A. Jurtzev. Potentilla beringensis ingår i Fingerörtssläktet som ingår i familjen rosväxter. Inga underarter finns listade i Catalogue of Life.